# Нилска мозайка от Палестрина
Нилската мозайка от Палестрина, наричана още Палестринска мозайка и Нилска мозайка, е антична мозайка в Италия.
Има размери 585 на 431 см. Изобразява руслото на река Нил и сцени от египетския живот от епохата на Птолемеите. Времето на създаването на мозайката е спорно, повечето учени са склонни да я датират от времето на Сула (I в. пр.н.е.)
Открита е в началото на 17 век в град Палестрина (древния Praeneste) в Италия, вероятно на мястото на древен храм на Фортуна.
По заповед на влиятелното в града семейство Барберини тя е варварски отделена от пода и пренесена в Рим, където в продължение на 3 века стои в Палацо Барберини. Няколко пъти е реставрирана и през 1953 г. е върната в Палестрина, където е изложена и до днес.